# Senato romano
Il Senato romano (in latino Senatus) fu la più autorevole assemblea istituzionale nell'antica Roma, organo rimasto invariato nel corso delle trasformazioni politiche della storia dell'Urbe, il cui significato era assemblea degli anziani, e i cui membri erano chiamati Patres (nel significato di patrizio). L'assemblea fu istituita nel 753 a.C. da Romolo, e sopravvisse anche dopo la caduta dell'Impero romano d'Occidente (476 d.C.), fino al VII secolo.

## Storia

### Età regia
I primi 100 senatori furono così scelti: il primo, colui a cui sarebbe stata affidata la città quando il re fosse andato in guerra, fu scelto da Romolo stesso; 9 furono scelti tra le tre tribù originarie di Roma (tre per ogni tribù), e 90 furono scelti dalle 30 curie di Roma (tre per ogni curia)
Il termine senato deriva dal latino senex (anziani o padri), che significa vecchio, perché i membri del Senato erano inizialmente gli anziani del popolo romano.
Secondo la tradizione, il Senato fu costituito da Romolo, il fondatore di Roma, era composto da 100 membri scelti tra i patrizi ed era strutturato secondo l'ordinamento tribale tipico delle popolazioni indoeuropee di quel periodo storico. Queste prime comunità spesso includevano nei loro consigli tribali gli "anziani", uomini di una certa esperienza e saggezza. Le prime famiglie romane erano chiamate gens ("clan"). Ciascuna di loro era formata da un'aggregazione di famiglie sotto un comune patriarca, chiamato pater (dal latino "padre"), il quale era l'indiscusso capo della gens. Quando le gentes originarie si aggregarono in una comunità, i patres furono selezionati tra i capostipiti delle varie famiglie per formare un consiglio federale, che prese poi il nome di Senato. Fu così che i patres capirono che ora era necessario avere un singolo uomo che li guidasse. Per questi motivi elessero un re (rex), e lo investirono di poteri sovrani. Quando poi un re moriva, questo potere tornava, almeno in via provvisoria, ai patres.
Il Senato dell'età regia di Roma ebbe, quindi, tre principali responsabilità: funzionò, almeno con i primi quattro re, come il tenutario del potere esecutivo durante l'interregnum, ebbe il compito di consigliare il sovrano nelle decisioni da prendere e di fungere da organo legislativo insieme al popolo di Roma. La formula allocutiva "patres (et) conscripti" faceva riferimento alla distinzione, all'interno dell'assemblea senatoria, di due categorie di senatori: i "patres" cioè i patrizi e tutti i loro discendenti, appartenenti al Senato romuleo primitivo, oltre ai "conscripti" aggregati in un secondo tempo da Tarquinio Prisco.
Durante gli anni dei primi re, la più importante funzione del Senato fu di eleggere il re. Il periodo tra la morte del precedente sovrano e l'elezione del successivo era chiamata interregnum. Quando un re moriva, un membro del Senato (l'"interrex"') nominava un candidato che potesse succedere al precedente re. Il Senato doveva, quindi, dare la sua approvazione alla nomina, per poi essere sottoposto all'elezione formale davanti al popolo di Roma e ricevendo l'incarico definitivo, ancora una volta, dal Senato stesso che ne ratificava l'elezione. E così mentre il re veniva ufficialmente eletto dal popolo, ciò avveniva di fatto dietro indicazioni del Senato.
Il Senato aveva poi il delicato ruolo di consiglio per aiutare il sovrano nelle proprie decisioni. E mentre il re non era vincolato a un consiglio del Senato, il crescente prestigio del Senato costrinse di fatto i primi quattro re a non trascurare la valenza politica di questo importante organo aristocratico. Tecnicamente, solo il re poteva creare nuove leggi, sebbene fosse buona abitudine coinvolgere sia il Senato, sia il popolo attraverso i comitia curiata.
La leggenda racconta che fu Romolo a decidere che il Senato fosse composto di 100 patrizi (patres), raddoppiato da Tarquinio Prisco (o comunque aggiunse altri 100 senatori), in seguito ampliato a 300 membri da Lucio Giunio Bruto, tutti nominati dal rex. Il numero di senatori fu poi portato a 600 da Lucio Cornelio Silla, raggiunse i 900 membri con Cesare, e in seguito fu riportato a 600 da Augusto. Si trattava dei capifamiglia delle cento gentes originarie ricordate da Tito Livio.

### Età repubblicana

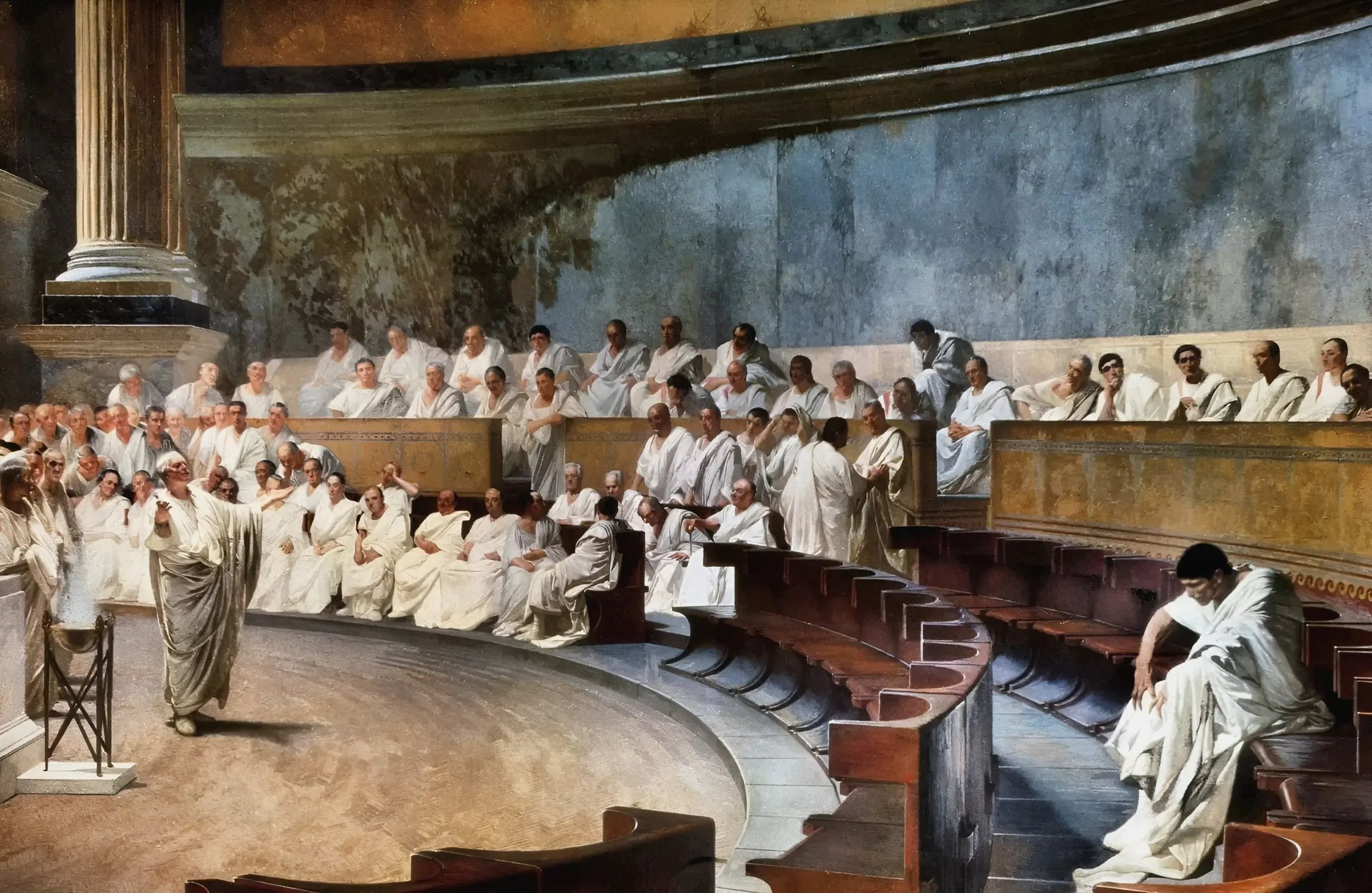
Rappresentazione di una seduta del Senato: Cicerone denuncia Catilina, affresco del XIX secolo

Il Senato romano divenne organo fondamentale con l'instaurazione della Repubblica nel 509 a.C. Secondo quanto ci racconta Livio, uno dei primi provvedimenti del primo console romano, Lucio Giunio Bruto, fu quello di rinforzare il Senato ridotto ai minimi termini dalle continue esecuzioni dell'ultimo re, portandone il totale a trecento, nominando quali nuovi senatori i personaggi più in vista anche dell'ordine equestre. Da qui l'uso di convocare per le sedute del Senato i padri (patres) e i coscritti (dove, chiaramente, con questo termine si alludeva agli ultimi eletti). Il provvedimento aiutò notevolmente l'armonia cittadina e il riavvicinamento della plebe alla classe senatoriale.

#### Condizioni per entrarvi a far parte
Per entrare a far parte del Senato occorreva aver esercitato una magistratura: dapprima vi furono ammessi soltanto coloro che erano stati censori, consoli o pretori. In seguito l'accesso al Senato veniva regolato dai consoli; con la lex Ovinia de senatus lectione del 319 a.C.circa tale compito, chiamato lectio senatus, venne garantito ai censori, e, secondo Mommsen, sempre con tale legge veniva garantito il seggio al Senato per tutti coloro che erano stati edili. Ogni cinque anni i censori redigevano la lista ufficiale dei senatori, integrando i posti vacanti e, in rari casi, procedendo all'espulsione degli indegni. In seguito alla terribile disfatta di Canne dove perirono novanta ufficiali appartenenti alle grandi famiglie di Roma e delle città alleate tra consolari, pretori e senatori, l'organico del Senato venne completato con 177/197 uomini presi in parte anche dall'ordine equestre. Con le riforme sillane l'accesso al Senato veniva automaticamente garantito con l'elezione a questore.

#### Luogo di raccolta
Il Senato romano si poteva riunire solo in luoghi consacrati, solitamente nella Curia, che si trovava nel foro romano; le cerimonie per il nuovo anno avvenivano nel tempio di Giove Ottimo Massimo mentre gli incontri di argomento bellico avvenivano nel tempio di Bellona.

#### Competenze e poteri
Al Senato venne conferito formalmente il solo potere consultivo, ovvero il diritto di essere consultato prima di far passare una legge. Nonostante questo ruolo formale, il ruolo sostanzialmente esercitato era quello dell'assemblea del ceto dominante in una repubblica oligarchica, simboleggiato dal potere esercitato mediante il Senatus consultum ultimum. Le principali funzioni del Senato erano esercitate nei seguenti ambiti:
1. sacrale-religioso: sorvegliare sui culti religiosi; controllare i collegi sacerdotali e fondare i templi.
2. militare: controllare l'imperium militiae; autorizzare la leva (delectus); sorvegliare e coordinare le operazioni belliche in quanto, poiché le legioni devono essere costantemente rifornite di grano, paghe e abbigliamento, nel caso il Senato abbia un comportamento negligente o ostruzionistico, le iniziative dei comandanti vanno incontro al fallimento;[24] prorogare ai comandanti, quando sia trascorso il normale anno di carica previsto per il consolato, di inviarne un altro oppure di concedere a quello in carica la prorogatio imperii;[25] assegnare il trionfo o l'ovazione ai comandanti vittoriosi.[26]
3. politica estera: siglare accordi di pace e trattati, dichiarare la guerra, ricevere sottomissioni di popoli stranieri;[27] inviare "legati" (ambasciatori), per risolvere controversie o dare suggerimenti, oppure imporre degli ordini;[28] deliberare la fondazione (deductio) di colonie.
4. costituzionale: controllare l'operato dei magistrati.
5. legislativo: discutere e approvare i progetti di legge da sottoporre ai comizi; promulgare i senatoconsulti.[29]
6. giurisdizionale: decidere su quei reati commessi in Italia e che necessitavano di un'inchiesta da parte della Res publica, come ad esempio i tradimenti, le cospirazioni, gli avvelenamenti e gli assassinii;[30] quando qualche privato o qualche città, in Italia, avesse avuto bisogno di una mediazione di pace o richiedesse un intervento contro i danni subiti, oppure di fronte a una domanda d'aiuto o protezione.[31] I giudici della maggior parte dei processi civili, pubblici o privati, che riguardano casi di particolare gravità, erano nominati tra i membri del Senato.[32]
7. politica finanziaria: controllare l'aerarium, poiché ha piena competenza su tutte le entrate e le uscite. I questori non potevano infatti effettuare alcuna spesa pubblica, se prima non avevano ottenuto un decreto del Senato, con l'eccezione di quelle richieste dai consoli. Il Senato esercitava poi il controllo e dava il benestare sul capitolo di spesa più importante, vale a dire quello che i censori stabilivano ogni cinque anni per la riparazione e la costruzione di edifici pubblici.[33]

#### Convocazione e votazione deisenatus consulta
Il Senato era di norma convocato e presieduto da un magistrato fornito di tale diritto, il ius agendi cum patribus: si trattava del console o del pretore. Nella deliberazione dei comizi il magistrato doveva portare alla cittadinanza la proposta relativa (ferre ad populum) e, se la cittadinanza acconsentiva, doveva riportare la deliberazione al Senato (referre ad senatum) e chiederne la ratifica. L'auctoritas del Senato si configurava giuridicamente nel senatoconsulto: era un parere dato dal più importante collegio governativo al potere esecutivo, dietro richiesta di quest'ultimo. La votazione per giungere al senatoconsulto avveniva in quattro fasi: formulazione della questione da parte del presidente, chiamata di ogni senatore perché esprimesse la propria opinione, formulazione speciale della questione da parte del presidente in base alle opinioni udite e infine votazione sulla questione.
La votazione avveniva per discessionem: i votanti si separavano, da una parte andavano i favorevoli e dall'altra i contrari alla proposta da votare, per cui si parlava di pedibus in sententiam ire. La patrum auctoritas era dunque la ratifica delle deliberazioni comiziali da parte del Senato e contro di essa non era ammesso il veto dei tribuni della plebe. In seguito al decadere della supremazia dei patrizi, la lex Publilia Philonis del 339 a.C. trasformò l'auctoritas in un parere preventivo non vincolante per le rogazioni (rogationes) legislative.
Il Senato era obbligato a rispettare i desideri dei cittadini romani, non potendo compiere inchieste sui più importanti reati contro la Res publica, per i quali è prevista la pena capitale e farne eseguire la sentenza, se il popolo non ratificava il preliminare senatus consultum. Polibio aggiunge che, se anche uno solo dei tribuni della plebe avesse opposto il proprio veto, il Senato non solo non avrebbe potuto eseguire alcuna delle sue deliberazioni (senatus consulta), ma neppure tenere sedute ufficiali o riunirsi. Per questi motivi, il Senato temeva le assemblee popolari e le teneva in grande considerazione.
Esisteva un relator (relatore) per la redazione del senatoconsulto che veniva poi custodito nell'aerarium posto nel tempio di Saturno dove si tenevano i bilanci, il tesoro e l'archivio di Stato.
Il senatus consultum ultimum era la legge marziale e veniva promulgato in caso di pericolo e necessità molto gravi: i magistrati erano autorizzati a procedere immediatamente, venivano sospese tutte le garanzie costituzionali, quali l'inviolabilità dei tribuni della plebe e la provocatio ad populum. I senatori dapprima erano solo patrizi (patres), poi vi entrarono anche i plebei ricchi (conscripti, cioè "iscritti"). A seconda delle magistrature ricoperte precedentemente i senatori erano divisi in ordine di dignità decrescente nei seguenti gruppi: censorii, consulares, praetorii, aedilicii, tribunicii, quaestorii. Il princeps senatus, primo senatore, era il titolo attribuito dai censori al più autorevole dei senatori, che quindi votava per primo dopo i magistrati. L'elevazione del civis (cittadino) a senatore era compito del rex (re) in età monarchica, del console in età repubblicana. La carica era vitalizia. Esisteva la facoltà censoria di escludere (praeterire et loco movēre) i senatori indegni attraverso apposito iudicium e relativa nota censoria.

#### Privilegi e abbigliamento
I senatori avevano diritto a posti privilegiati nelle pubbliche manifestazioni e a teatro. Indossavano la tunica con il laticlavio, il calceus senatorius (un particolare tipo di calzare) e portavano l'anulus aureus.

### Età imperiale

#### Principato
(Svetonio, Augustus, 35.)
Augusto ridusse il numero dei senatori alla cifra di un tempo, pari a 600, e gli restituì la sua antica dignità, ma non l'antico potere, attraverso due selezioni: la prima era generata dai senatori stessi, in quanto ognuno sceglieva un collega; la seconda era operata dallo stesso princeps e dal fedele Marco Vipsanio Agrippa. Svetonio racconta che in questa circostanza, mentre presiedeva le sedute del Senato, Augusto indossasse una corazza e tenesse alla cintura un pugnale, mentre dieci senatori, suoi amici fidati, selezionati tra i più robusti, circondavano il suo seggio. In questo periodo nessun senatore era ricevuto da solo e senza essere stato prima perquisito. Convinse alcuni a dimettersi per convenienza e lasciò che anche i dimissionari potessero continuare a indossare il laticlavio, oltre al diritto di prendere posto nell'orchestra durante gli spettacoli, avendo infine facoltà di partecipare ai banchetti pubblici.
Ancora Augusto dispose che i senatori svolgessero le loro funzioni con maggior coscienza e meno insofferenza. Decretò che, prima di prendere posto a sedere, bruciassero incenso e facessero un sacrificio davanti all'altare del dio nel cui tempio ci si riuniva; stabilì che non si tenessero più di due sedute al mese, una alle Calende e l'altra alle Idi, e che durante i mesi di settembre e di ottobre fosse presente solo un numero di senatori estratti a sorte, affinché ci fosse un numero sufficiente per l'approvazione dei decreti del Senato. Decise anche di creare, mediante estrazione a sorte semestrale, un gruppo di consiglieri con i quali studiare le questioni, prima di sottoporle all'intero Senato riunito in seduta plenaria. Sulle questioni importanti egli chiedeva un parere a suo piacere, in modo che ciascuno facesse attenzione a come si esprimeva e si trovasse sempre pronto, come se dovesse esprimere un parere e non come se dovesse semplicemente approvare. Vietò infine di rendere pubblici gli atti del Senato.
Permise ai figli dei senatori, a cui in età repubblicana era stato vietato di entrare nella Curia, al fine di apprendere più velocemente come si affrontassero gli affari della Res publica, di vestire con il laticlavio, poco dopo aver indossato la toga virile e di assistere alle sedute del Senato. A coloro che, in seguito, avrebbero affrontato la carriera militare diede la possibilità di entrare sia nella legione con il grado di tribunus laticlavius, sia nelle truppe ausiliarie con il grado di praefectus alae. E poiché ritenne necessario che ciascun figlio maschio di senatore dovesse affrontare la vita dell'accampamento militare, mise normalmente due ufficiali con il laticlavio al comando di ciascuna ala di cavalleria. E ancora Svetonio racconta che Augusto:
(Svetonio, Augustus, 40.)
Sempre Augusto aumentò il requisito di censo necessario per far parte del Senato, portandolo da 400 000 sesterzi a 1 000 000 di sesterzi. (13 a.C.) I motivi erano principalmente due: innanzitutto Augusto voleva distinguere nettamente il ceto senatorio da quello equestre per elevarlo e nobilitarlo. In più, un secondo fine più occulto era quello di vincolare più senatori possibile all'imperatore stesso. Augusto infatti spesso contribuì a sue spese (come del resto spiega lo storico Svetonio) a completare il patrimonio dei senatori, per permettere loro di raggiungere la nuova soglia censitaria necessaria per essere ammessi in Senato. In questo modo molti senatori si trovarono a dover dipendere dal sovrano per mantenere la loro posizione di potere, e di conseguenza erano portati a sostenere la linea politica di Augusto nelle sedi istituzionali.
Inoltre, per diventare senatori bisognava essere ex magistrati e l'assunzione di cariche magistratuali dipendeva dal beneplacito imperiale. L'imperatore poteva inoltre introdurre in Senato persone da lui scelte con la procedura dell'adlectio (promozione a) e guidava la revisione delle liste dei senatori (lectio senatus). Sappiamo che nell'11 a.C. Augusto redasse una lista non solo delle sue proprietà, come se fosse un cittadino comune, ma anche una per i senatori. E sempre in quella circostanza, poiché si era accorto che i presenti alle assemblee senatoriali non erano spesso in molti, ordinò che i decreti di questo organo collegiale venissero votati anche quando i membri fossero stati meno di quattrocento.
L'imperatore aveva il diritto di convocare e presiedere il Senato, cosa che poteva essere fatta anche dal console e dal pretore. In materia finanziaria il Senato conservava l'amministrazione dell'aerarium populi Romani, anche se il fiscus (tesoro) imperiale a mano a mano diventò sempre di più il vero tesoro dello Stato.
Svetonio racconta che Augusto ebbe un ottimo rapporto con l'ordine senatorio. Nei giorni di seduta del Senato egli salutava i senatori solo all'interno della curia e dopo che si fossero seduti, chiamando ciascuno con il suo nome, senza alcun suggerimento. E quando se ne andava, salutava tutti allo stesso modo, senza costringerli ad alzarsi. Coltivò relazioni con molti di loro e spesso fu presente alle solennità celebrate da molti di loro, almeno fino a quando non fu troppo vecchio. Si racconta che:
(Svetonio, Augustus, 53.)

#### Tardo impero e post impero
Con Costantino I venne creata una seconda capitale a Costantinopoli, caratterizzata da un proprio Senato. Si creò quindi un organismo speculare a quello dell'Urbe, detto Synkletos. Quest'ultimo, inizialmente, sembrava non potesse competere per prestigio con quello dell'antica capitale imperiale. I rivolgimenti del V secolo (fra cui due sacchi di Roma e la definitiva caduta dell'Impero romano d'Occidente) infersero un colpo mortale a tale istituzione, che pure alla fine di quello stesso secolo e agli inizi del successivo, seppur avendo perso gran parte della primitiva importanza, continuò a svolgere un ruolo di alto profilo.
Dopo la caduta dell'Impero romano d'Occidente, il Senato continuò a funzionare sotto il capo barbarico Odoacre, e poi sotto il dominio ostrogoto. L'autorità del Senato si elevò considerevolmente sotto i capi barbari, che cercarono di proteggere l'istituzione. Questo periodo fu caratterizzato dall'ascesa di importanti famiglie senatorie romane, come gli Anicii, mentre il capo del Senato, il princeps senatus, serviva spesso come la mano destra del condottiero barbaro. È noto che il Senato nominò Laurenzio come papa nel 498, nonostante il fatto che sia il re Teodorico sia l'imperatore Anastasio sostenessero l'altro candidato, papa Simmaco. La coesistenza pacifica del dominio senatorio e barbaro continuò fino a che il capo ostrogoto Teodato si trovò in guerra con l'imperatore Giustiniano I e prese i senatori come ostaggi. Diversi senatori furono giustiziati nel 552 come vendetta per la morte del re ostrogoto Totila.
Dopo che Roma fu riconquistata dall'esercito bizantino, il Senato fu restaurato, ma l'istituzione (come la stessa Roma classica) era stata mortalmente indebolita dalla lunga guerra. Molti senatori erano stati uccisi e molti di quelli che erano fuggiti in Oriente scelsero di rimanere lì, grazie alla legislazione favorevole approvata dall'imperatore Giustiniano, che tuttavia abolì praticamente tutti gli uffici senatori in Italia. L'importanza del Senato romano diminuì così rapidamente. Nel 578 e di nuovo nel 580 il Senato inviò una delegazione, con a capo il senatore Pamfronio, a Costantinopoli. Consegnarono circa 960 kg d'oro come regalo al nuovo imperatore, Tiberio II Costantino, insieme a una richiesta di aiuto contro i Longobardi, che avevano invaso l'Italia dieci anni prima.
Papa Gregorio I, in una predica del 593, lamentava la quasi completa scomparsa dell'ordine senatoriale e il declino della prestigiosa istituzione. Non è chiaramente noto quando il Senato romano scomparve in Occidente, ma è noto dal registro gregoriano che il Senato acclamò nuove statue dell'imperatore Foca e dell'imperatrice Leonzia nel 603, e che fu anche l'ultima volta in cui il Senato sia stato menzionato.
Nel 630, la Curia Iulia fu trasformata in chiesa da papa Onorio I, probabilmente con il permesso dell'imperatore Eraclio. In epoca tardo medievale, il titolo di "senatore" era ancora in uso occasionale, ma era diventato un titolo aggiuntivo di nobiltà insignificante e non implicava più l'appartenenza a un corpo governativo organizzato. Venne sostituito dal Senatore di Roma erede dello scomparso Senato.
Nel 1144, la Comune di Roma tentò di stabilire un governo modellato sull'antica Repubblica romana in opposizione al potere temporale dei nobili più alti e del papa. Questo includeva istituire un Senato sulla falsariga di quello antico. I rivoluzionari divisero Roma in quattordici regioni, eleggendo ciascuno quattro senatori per un totale di 56. Questi senatori, i primi veri senatori dal VII secolo, elessero come loro condottiero Giordano Pierleoni, figlio del console romano Pier Leoni, con il titolo di patrizio, poiché anche il console era un deprecabile stile nobiliare. Questa forma di governo rinnovata fu costantemente combattuta. Verso la fine del XII secolo, aveva subito una trasformazione radicale, con la riduzione del numero di senatori in uno solo - il senatore Summus - essendo in seguito il titolo del capo del governo civile di Roma.

## Membri e nomina
Questo collegio, che nella vita romana ebbe un ruolo di preminente importanza, almeno in epoca regia e repubblicana, sembra sia stato di nomina regia al tempo della monarchia, di nomina consolare e poi censoria al tempo repubblicano. Era formato, in epoca regia, dai patres gentium (intendendo con pater il capo di un ampio gruppo, denominato gens), che altri non erano se non i capigruppo delle gentes originarie della primitiva comunità latina.
Il numero dei patres andò col tempo aumentando, grazie all'aggiunta di nuovi gruppi. Vennero, infatti, ricevuti all'interno della comunità romana i principes Albanorum o il pater gentis della gens Claudia. I membri del Senato risultarono, di conseguenza, costituiti solo dai cosiddetti patricii, ovvero i membri dei gruppi primitivi e di quelli entrati a far parte della comunità romana successivamente per cooptatio (ammissione o adozione all'interno di una comunità).

## Sedi e riunioni del Senato

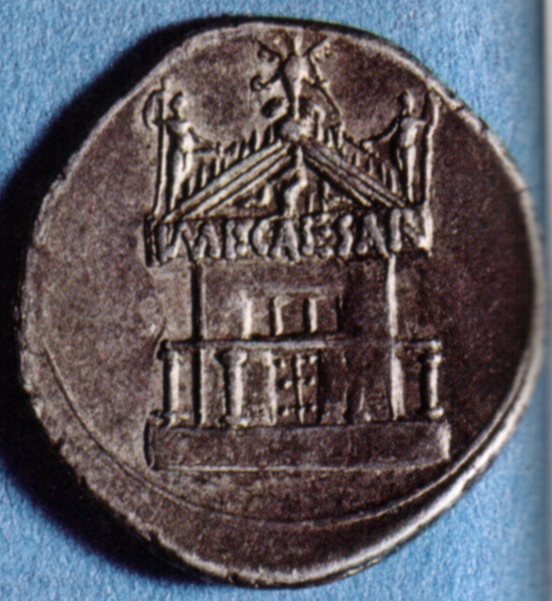
Denario ottavianeo con la Curia Iulia, sormontata da un frontone con acroteri e statue, e preceduta da un porticato

Le riunioni del Senato in epoca repubblicana avvenivano a Roma in un luogo chiuso, a porte aperte, che fosse pubblico oppure sacro (di norma un tempio). Una riunione dei senatori richiedeva per tradizione gli auspici, che dovevano essere favorevoli. Alcuni locali adatti alle riunioni erano la Curia Hostilia sul Comizio e la Curia Calabra sul Campidoglio, ciascuna con il relativo senaculum, ovvero il luogo di riunione dei senatori. Cesare e Augusto innalzarono poi la Curia Iulia sul Foro (che divenne sede stabile fino all'epoca tardo antica).
Durante l'epoca tardo-repubblicana vennero innalzati il teatro di Pompeo (presso il quale sorgeva una grande esedra rettangolare con una statua di Pompeo, cioè la Curia di Pompeo) e il portico di Ottavia (propileo al tempio di Giove Statore, usato anch'esso come sede), poco distante dal teatro, dove sorgeva la Curia Octaviae alle spalle dei templi di Giunone Regina e Giove, che servirono abitualmente anch'essi come luoghi delle assemblee.
Le cellae dei templi erano utilizzate per le sedute, tra cui quella del tempio di Giove Capitolino, dove aveva luogo di norma la seduta per il primo giorno dell'anno in carica dei senatori, e quella del tempio di Giove Statore. Altri templi utilizzati furono quello della Concordia nel Foro e il tempio della Terra. Riunioni potevano avvenire anche fuori dal pomerio, dove c'era un senaculum presso il Campo Marzio e sedute del Senato vennero tenute in diversi templi adiacenti. I templi di Bellona e di Apollo Medico erano utilizzati in occasione dell'arrivo di delegazioni di Stati stranieri cui non era concesso di superare il pomerio. In questi due tempi il Senato riceveva anche i magistrati che rivestivano ancora l'imperium (che dovevano celebrare il trionfo) e che per tale ragione non potevano entrare in armi in città.
In epoca imperiale il Senato venne spesso riunito dagli imperatori nei palazzi imperiali del Palatino. L'imperatore Augusto fece infatti di una sala nel Palatium (la Biblioteca Apollinea nel tempio di Apollo Palatino, che era situato all'interno della Domus di Augusto) una replica della Curia Iulia (da identificare forse con la "Curia Apollinis") al fine di convocare i senatori nella sua dimora.